# Memotech MTX
| QS-Informatik | Dieser Artikel wurde wegen inhaltlicher Mängel auf der Qualitätssicherungsseite der Redaktion Informatik eingetragen. Dies geschieht, um die Qualität der Artikel aus dem Themengebiet Informatik auf ein akzeptables Niveau zu bringen. Hilf mit, die inhaltlichen Mängel dieses Artikels zu beseitigen, und beteilige dich an der Diskussion! (+) Begründung: Überarbeitung notwendig: Fließtext, Belege. Knurrikowski (Diskussion) 14:54, 11. Apr. 2016 (CEST) |

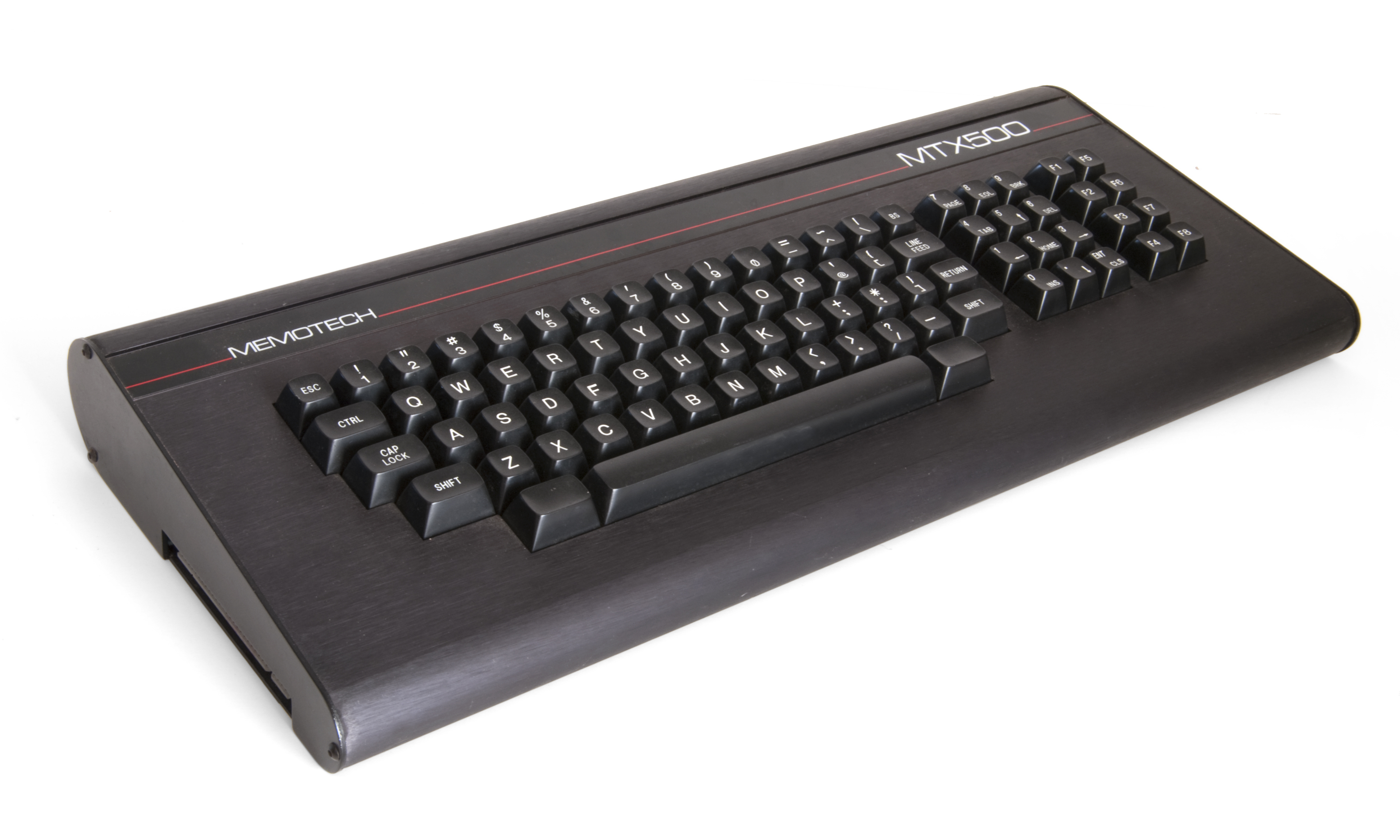
Memotech MTX500

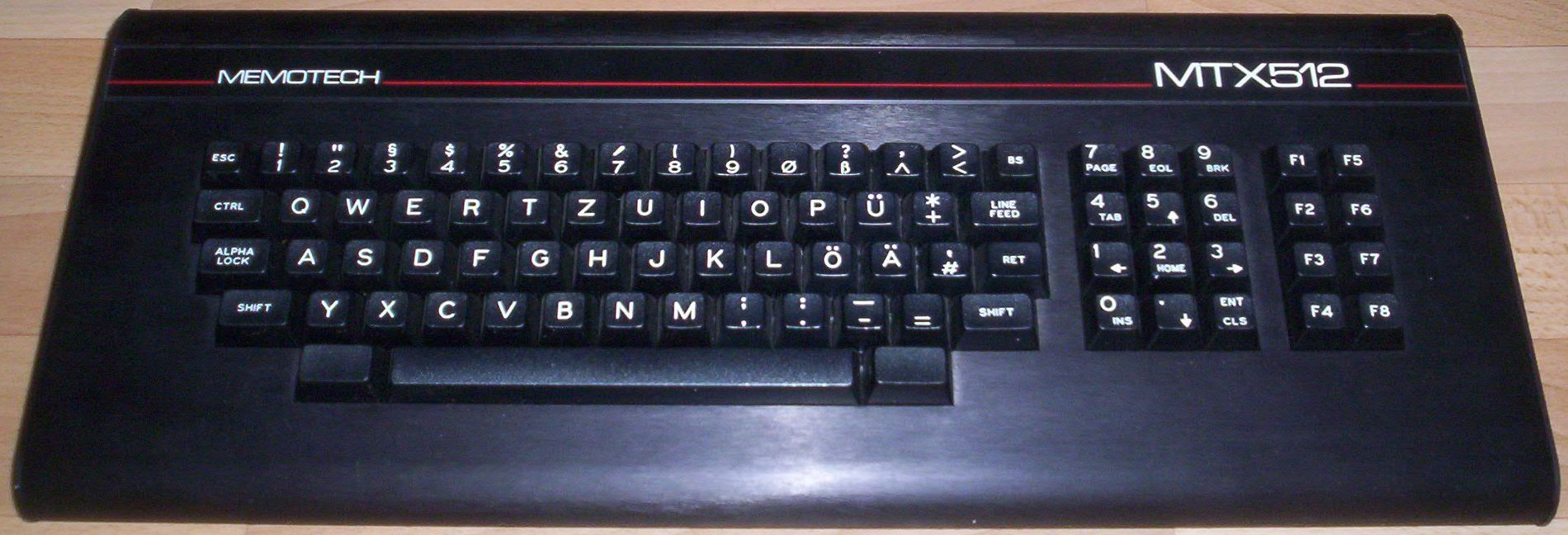
Memotech MTX512

Memotech MTX waren drei Anfang der 1980er Jahre angebotenen Computer des Unternehmens Memotech mit den Bezeichnungen MTX500, MTX512 und RS128. Als Prozessor wurde eine Variante des Prozessors Zilog Z80 eingesetzt.
Die Computer hatten Gehäuse aus gebürstetem und dunkel eloxierten Aluminium und dadurch ein recht hohes Gewicht von etwa 2,6 kg. Die Tastatur war sehr umfangreich, hatte aber einen hakeligen Anschlag. Es gab sie auch mit einem deutschen Layout.
Sie ähnelten technisch den MSX-Computern, waren aber nicht zu ihnen kompatibel. Beide Systeme benutzten zum Beispiel den Videoprozessor TMS9918A von Texas Instruments. Intern konnten die Modelle MTX500 und MTX512 um zwei RS-232-Schnittstellen erweitert werden. Das Modell RS128 hatte diese bereits eingebaut.
Sehr ungewöhnlich war, dass vier Programmiersprachen integriert wurden. Zum einen war das ein damals üblicher BASIC-Interpreter. Darüber hinaus waren auch ein Assembler und eine Programmiersprache namens Noddy, mit welcher sich Bildschirmseiten (beispielsweise Adress-Karteikarten) verwalten ließen, sowie eine LOGO-ähnliche Turtle-Grafik-Sprache namens MTX-Grafics eingebaut. Auf diese Bildschirmseiten konnte dann auch von BASIC aus zugegriffen werden. Auch die Grafik, die 32 Sprites und der Sound ließen sich komfortabel vom BASIC aus ansprechen.
Die Computer ließen sich mit den Erweiterungsboxen FDX oder HDX erweitern. In der FDX waren zwei 5,25″Diskettenlaufwerke mit einer Kapazität von jeweils 500 KB eingebaut. In der HDX hingegen wurde ein Diskettenlaufwerk und eine Festplatte eingebaut. Außerdem gab es in der FDX und HDX Steckplätze für Erweiterungskarten, wie zum Beispiel 80-Zeichen-Karten. Die Datenübertragung zum Computer erfolgte über die RS-232-Schnittstelle, so dass die Geschwindigkeit mit 1200 Bytes/s doch recht gering ausfiel. Darüber hinaus gab es noch das 3,5″ Diskettenlaufwerk SDX mit einer Kapazität von 1 MB, das über den Systembus an der linken Seite angeschlossen wurde. Hier konnte zusätzlich noch eine Speichererweiterung eingebaut werden. Wurden die Computer mit einem Diskettenlaufwerk erweitert, so war auch ein Betrieb über CP/M möglich.

## Technische Daten
- Erscheinungsjahr: MTX500: 1983, MTX512: 1984, RS128: 1984
- Hersteller: Memotech
- Prozessor: Zilog Z80A, 4 MHz
- ROM: 24 KB
- RAM: MTX500: 32 KB, MTX512: 64 KB, RS128: 128 KB
- Betriebssystem: eigenes, CP/M
- Text: 40 × 24
- Grafik: 256 × 192
- Farben: 16
- Ton: mono
- Schnittstellen: Systembus, 2 × Joystick, Kassette, Audio, Video, RS232, Drucker, Audio, HF-Modulator
- Erweiterungen: Diskettenlaufwerk (5¼„ und 3½“)